# Sawao Kato
Sawao Kato (en japonès: 加藤 沢男; transliteració: Katō Sawao) (Gosen, Japó 1946) és un gimnasta artístic japonès, ja retirat. En tres Jocs Olímpics, va guanyar dotze medalles, incloses vuit d'or. Va guanyar dos títols consecutius, el 1968 a Mèxic i el 1972 a Munic, i la competició per equips en les tres edicions. També va guanyar el concurs de terra el 1968 i dues vegades les paral·leles, el 1972 i el 1976 a Mont-real.
Considerat un dels millors gimnastes de tots els temps, és el gimnasta masculí amb més medalles olímpiques d'or (un total de vuit) i el segon gimnasta amb més medalles olímpiques d'or, just per darrere de les nou aconseguides per la soviètica Larissa Latínina.
Va ser inclòs al Saló de la Fama de la Gimnàstica el 2001. És germà del gimnasta Takeshi Katō amb qui va guanyar el títol per equips a Mèxic.

## Biografia
Va néixer l'11 d'octubre de 1946 a la ciutat de Gosen, població situada a la Prefectura de Niigata.
El germà gran de Sawao, Takeshi Kato (1942-1982) també va ser gimnasta i va competir als Jocs Olímpics de 1968 a Ciutat de Mèxic , on va guanyar l'or a la competició per equips, així com el bronze a l'exercici de terra (un cas rar en la història de gimnàstica als Jocs Olímpics, que 2 germans pugin al podi).
Va estudiar a la Universitat de Tsukuba, on posteriorment va ser professor d'educació física i professor emèrit.

## Carrera esportiva
Als Jocs Olímpics de Mèxic, Sawao Katō, amb 22 anys, va guanyar la competició general en vèncer el campió del món de 1966, el soviètic Mikhaïl Voronin, els tres següents gimnastes van ser japonesos, inclòs el seu germà gran Takeshi Katō que va quedar cinquè. Dos dies després, Japó va guanyar la competició per equips, amb Katō aconseguint la millor actuació en aquesta competició. Les gimnastes que han assolit les sis primeres actuacions durant la competició general estan classificades per a les competicions d'aparells. Sawao Katō va competir en dues competicions. Primer va competir al terra, on va guanyar per davant d'altres tres japonesos, Akinori Nakayama va ser segon i el seu germà Takeshi Katō va obtenir la medalla de bronze. També va estar present durant la final d'anelles, guanyada per Akinori Nakayama per davant de Voronin, Sawao Katō obtenint la medalla de bronze per davant de dos compatriotes. En total va guanyar quatre medalles olímpiques: tres medalles d'or en les proves individual, per equips i exercici de terra, així com una medalla de bronze en la prova d'anelles.
Durant els Jocs Olímpics que van seguir, Katō va patir nombroses lesions, privant-lo dels campionats del món de 1970 a Ljubljana. Va ser amb una lesió a l'espatlla que es va presentar als Jocs Olímpics de Múnic. El format de les competicions olímpiques canvia en aquesta ocasió. La competició per equips és la primera disputada, amb cada país presentant sis atletes, comptant-se els cinc millors resultats per aparell. El Japó, titular del títol olímpic des de 1960, conserva el seu títol. Els resultats obtinguts en aquesta competició per equips compten per 50% de la nota durant la competició general individual. Sawao Katō es va convertir en la tercera gimnasta a conservar el títol olímpic, després de l'italià Alberto Braglia el 1908 i el 1912 i el soviètic Víktor Txukarin el 1952 i el 1956. El podi va ser exclusivament japonès, amb Eizo Kenmotsu ocupant el segon lloc i Akinori Nakayama la medalla de bronze. Katō va competir en totes les finals d'aparells, acabant sisè al pis, i quart al salt. Va guanyar la medalla d'or en barres paral·leles, superant a Shigeru Kasamatsu i Eizo Kenmotsu. També va guanyar la plata a la barra alta, una competició guanyada per Mitsuo Tsukahara, en anelles, i de nou, el títol va ser guanyat per Viktor Klimenko. En resum, aconseguí guanyar cinc medalles olímpiques: tres noves medalles d'or en les proves individual, per equips i barres paral·leles; i dues medalles de plata en la barra fixa i el cavall amb arcs. En aquesta mateixos Jocs aconseguí guanyar sengles diplomes olímpics en les proves d'anelles i salt sobre cavall, on finalitzà quart; i en l'exercici de terra, on finalitzà sisè.
Va participar en els campionats del món de 1974 a Varna. Durant un exercici sobre les paral·leles, va caure i es va trencar el braç. Amagant la lesió al seu entrenador, reprèn i completa el seu exercici., Durant aquesta competició, va guanyar el títol per equips.
Durant els Jocs Olímpics de Montreal, va formar part de l'equip japonès. Abans de l'última rotació, és liderat per un punt pels soviètics, que van a terra. L'últim gimnasta japonès Mitsuo Tsukuhara va obtenir la puntuació de 9,85 i va donar la victòria al seu equip que va conservar el títol, i Katō guanyant el seu tercer individual en aquesta prova. Després d'aquest esdeveniment, va ocupar el segon lloc provisional a la competició general, darrere de Mitsuo Tsukahara. Al final de l'esdeveniment, va ser derrotat pel soviètic Nikolai Andriànov, amb Mitsuo Tsukahara agafant la medalla de bronze. Katō va competir en quatre finals d'aparells, acabant a terra, cinquè en Cavall amb arcs en anelles. Va conservar el seu títol olímpic de barres paral·leles, per davant de Nikolai Andrianov i Mitsuo Tsukahara
En resum, a Montreal (Canadà) aconseguí guanyar tres noves medalles: la medalla d'or en la prova per equips i de barres paral·leles i una medalla de plata en la prova individual. Així mateix finalitzà quart en la barra fixa, cinquè en el cavall amb arcs i l'exercici de terra i sisè en la prova d'anelles.

## Professor de gimnàstica
Es va retirar el 1977 i va fer d'entrenador de la Universitat de Tsukuba. El 1993, es va convertir en membre del Comitè Tècnic de Gimnàstica Masculina de la Federació Internacional de Gimnàstica.
Des del 1999, fa d'assessor del club de gimnàstica a Tsukuba. Va deixar la Universitat de Tsukuba el març de 2010 i es va convertir en professor a la Universitat d'Hakuoh des d'abril (fins a finals de març de 2017) . Des del 2013, ha estat conseller de l'Associació de Gimnàstica del Japó com una nova fundació incorporada d'interès públic.
El 2020, va ser Premi Persona al Mèrit Cultural.

## Llista de premis

### Jocs Olímpics
| Disciplina/Any             | Mèxic 1968 | Munic 1972 | Mont-real 1976 |
| -------------------------- | ---------- | ---------- | -------------- |
| Competició per equips      | 1          | 1          | 1              |
| Concurs general individual | 1          | 1          | 2              |
| Terra                      | 1          | -          | -              |
| Cavall amb arcs            | -          | 2          | -              |
| Anelles                    | 3          | -          | -              |
| Salt sobre cavall          | -          | -          | -              |
| Barres paral·leles         | -          | 1          | 1              |
| Barra fixa                 | -          | 2          | -              |